# Rockinghorse
Albums de Alannah Myles
Alannah Myles
(1989) A-lan-nah
(1995)
Singles
1. Instead of a Kiss
Sortie : 1992
2. Living on a Memory
Sortie : 1992
3. Our World Our Times
Sortie : 1993

Rockinghorse est le deuxième album studio de la chanteuse de rock canadienne Alannah Myles. Il est sorti le 13 octobre 1992 sur le label Atlantic Records et sera produit par David Tyson.

## Historique
Il faudra trois ans après le succès de son premier album pour qu'Alannah Myles retourne en studio pour lui enregistrer son successeur. Les enregistrements se dérouleront en Californie (Capitol Studios, A&M studios, The Complex, Mad Dog Studios, Westlake Audio Recordings), en Floride (Saturn Sound Studios) et New York (Brooklyn Recording studio).
Cet album eut moins de succès que son prédécesseur, ne se classant ni dans les charts du Billboard 200 américain ni dans les charts britanniques. Il atteindra la 10e place des charts canadiens. Le single Song Instead of a Kiss se classa à la première place du RPM Top Singles (il y resta pendant quatre semaines).
Il obtiendra une nomination au Grammy Awards 1993 dans la catégorie "Best rock vocal performance - female" et trois nominations aux Juno Awards (équivalent des Grammy Awards américains), notamment dans la catégorie "Single of the Year" pour Song Instead of a Kiss.
Trois singles, Living On a Memory, Song Instead of a Kiss et Our World Our Times seront extraits de cet album qui sera certifié double disque de platine au Canada pour plus de 200 000 albums vendus.

## Liste des titres
- Les titres sont signés par David Tyson et Christopher Ward, sauf indications.

| No  | Titre                       | Auteur                                       | Durée |
| --- | --------------------------- | -------------------------------------------- | ----- |
| 1.  | Our World Our Times         |                                              | 6:24  |
| 2.  | Make Me Happy               |                                              | 5:49  |
| 3.  | Sonny Say You Will          | Ward                                         | 5:07  |
| 4.  | Tumbleweed                  | Ward                                         | 4:38  |
| 5.  | Livin' On a Memory          |                                              | 5:52  |
| 6.  | Song Instead of a Kiss      | Alannah Myles, Robert Priest, Nancy Simmonds | 5:05  |
| 7.  | Love in the Big Town        |                                              | 4:45  |
| 8.  | The Last Time I Saw William | Myles, Ward, Tyson                           | 4:14  |
| 9.  | Lies and Rumours            |                                              | 5:06  |
| 10. | Rockinghorse                | Myles, Simmonds, Ward                        | 3:01  |

## Musiciens
- Alannah Myles : chant
- David Tyson : basse, claviers, chœurs
- Denny Fongheiser : batterie, percussions
- Kurt Schefter : guitares
- David Wipper : guitare acoustique, mandoline
- Will Lee : basse
- Buzzy Feiten : guitare électrique sur Livin' on a Memory
- Larry Williams : saxophone
- Gary Grant : trompette
- Greg Smith : saxophone baryton
- Jorn Andersen :percussion sur Our World Our Times
- John Elefante, Mark Free, Tommy Funderburk, Christopher Ward et Rose Stone : chœurs.

## Charts et certification

### Album
Charts
| Pays      | Durée du classement | Meilleur classement | Date             |
| --------- | ------------------- | ------------------- | ---------------- |
| Allemagne | 10 semaines         | 53e                 | 30 novembre 1992 |
| Autriche  | 1 semaine           | 40e                 | 20 décembre 1992 |
| Canada    | 24 semaines         | 10e                 | 31 octobre 1992  |
| Suède     | 3 semaines          | 23e                 | 28 octobre 1992  |
| Suisse    | 11 semaines         | 16e                 | 15 novembre 1992 |

Certifications
| Pays   | Certification | Ventes    | Date        |
| ------ | ------------- | --------- | ----------- |
| Canada | 2 × Platine   | 200 000 + | 8 mars 1993 |

### Singles
Charts
| Single                 | Chart           | durée du classement | Position | Date             |
| ---------------------- | --------------- | ------------------- | -------- | ---------------- |
| Song Instead of a Kiss | RPM Top Singles | 21 semaines         | 1er      | 19 novembre 1992 |
| Song Instead of a Kiss | Mega Top 50     | 6 semaines          | 35e      | 6 février 1993   |
| Livin' on a Memory     | RPM Top Singles | 9 semaines          | 31e      | 24 avril 1993    |